# ناحیه تیمچتی، شهرستان ویندات، اوهایو
تیمچتی، شهرستان ویندات، اوهایو (به انگلیسی: Tymochtee Township, Wyandot County, Ohio) یک منطقهٔ مسکونی در ایالات متحده آمریکا است که در شهرستان ویندات، اوهایو واقع شده‌است.

## خصوصیات
تیمچتی ۹۳٫۸ کیلومترمربع مساحت و ۱٬۱۸۶ نفر جمعیت دارد و ۲۳۷ متر بالاتر از سطح دریا واقع شده‌است.